# إسناد المصدر
إسناد المصدر في مجال علم الأوبئة هو مجموعة من الأساليب التي تهدف إلى إعادة بناء انتقال مرض معدٍ من مصدر محدد، مثل السكان أو الأفراد أو الموقع. على سبيل المثال، يمكن استخدام طرق إسناد المصدر لتتبع أصل مسببات الأمراض الجديدة التي انتقلت مؤخرًا من نوع مضيف آخر إلى البشر، أو من منطقة جغرافية معينة إلى منطقة أخرى. يمكن استخدامه لتحديد المصدر المشترك لتفشي مرض معدٍ منقول بالغذاء، مثل تلوث إمدادات المياه. وكذلك يمكن استخدام إسناد المصدر لتقدير احتمال انتقال العدوى من فرد محدد إلى آخر، أي "مَن أصابَ مَن".
يمكن أن يلعب إسناد المصدر دورًا مهمًا في مراقبة الصحة العامة وإدارة تفشي الأمراض المعدية. يميل الأمر في الممارسة العملية، إلى أن يكون مشكلة استدلال إحصائي، لأن أحداث الانتقال نادرًا ما تجري ملاحظتها ملاحظةً مباشرةً وقد تكون حدثت في الماضي البعيد. لذلك لا مفر من وجود مستوى من عدم اليقين عند إعادة بناء أحداث انتقال العدوى من الأدلة المتبقية، مثل التوزيع المكاني للمرض. ونتيجة لذلك، فإن نماذج إسناد المصدر غالبًا ما تستخدم أساليب بايزية قادرة على استيعاب قدر كبير من عدم اليقين في معلمات النماذج.
إن الإسناد الجزيئي للمصدر هو أحد المجالات الفرعية لإسناد المصدر والذي يستخدم الخصائص الجزيئية للممرض —في أغلب الأحيان جينوم الحمض النووي الخاص به— لإعادة بناء أحداث الانتقال. تُكتشف العديد من الأمراض المعدية أو تُحدّد خصائصها بشكل روتيني من خلال التسلسل الجيني الذي يمكن أن يكون أسرع من عزل العينات في مختبر مرجعي ويمكنه تحديد سلالات معينة من مسببات الأمراض بدقة أعلى بكثير من الاختبارات المعملية، مثل الاختبارات القائمة على الأجسام المضادة أو اختبارات حساسية الأدوية. من ناحية أخرى، يتطلب تحليل بيانات التسلسل الجيني (أو الجينوم الكامل) أساليب حسابية متخصصة لتناسب نماذج الانتقال. وبالتالي، فإن إسناد المصدر الجزيئي هو مجال متعدد التخصصات للغاية في علم الأوبئة الجزيئي والذي يشتمل على مفاهيم ومهارات من الإحصاء الرياضي والنمذجة وعلم الأحياء الدقيقة والصحة العامة وعلم الأحياء الحاسوبي.
تُستخدم البيانات الجزيئية بطريقتين يمكن من خلالهما لتحديد المصدر. أولاً، يمكن تصنيف العدوى إلى "أنواع فرعية" مختلفة يتوافق كل منها مع تنوع جزيئي فريد، أو مجموعة من الأصناف المتشابهة. ومن الممكن بعد ذلك استنتاج إسناد المصدر من خلال التشابه بين الأنواع الفرعية. من المرجح أن تكون العدوى الفردية التي تنتمي إلى النوع الفرعي نفسه مرتبطة وبائيًا، بما في ذلك الانتقال المباشر من المصدر إلى المتلقي، لأنها لم تتطور بشكل كبير بعيدًا عن سلفها المشترك. وعلى نحو مماثل، نفترض أن السكان المصدرين الحقيقيين سيكون لديهم ترددات من الأنواع الفرعية الأكثر تشابهًا مع السكان المتلقين، مقارنة بالمصادر المحتملة الأخرى. ثانيًا، يمكن مقارنة التسلسلات الجزيئية (الجينية) من عدوى مختلفة بشكل مباشر لإعادة بناء شجرة النشوء والتطور، والتي تمثل كيفية ارتباطها بأسلاف مشتركة. يمكن للتطور الناتج أن يقترب من تاريخ الانتقال، وقد طُوّرت مجموعة متنوعة من الأساليب لضبط العوامل المربكة.
ونتيجة للوصمة المصاحبة لها وتجريم انتقال الأمراض المعدية المحددة، فإن إسناد المصدر الجزيئي على مستوى الأفراد يمكن أن يكون استخدامًا مثيرًا للجدل للبيانات المجموعة في إطار الرعاية الصحية، مع عواقب قانونية وخيمة محتملة للأفراد المُحدّدين مصدرًا مفترضًا. وفي هذه السياقات، قد ينطوي تطوير وتطبيق تقنيات عزو المصدر الجزيئي على مقايضات بين مسؤوليات الصحة العامة وحقوق الأفراد في خصوصية البيانات.